# Fear the Night (película)
Fear the Night (o Teme la noche en español) es una película estadounidense de suspenso y acción escrita y dirigida por Neil LaBute. Está protagonizada por Maggie Q, Kat Foster, Travis Hammer, Highdee Kuan y Gia Crovatin.

## Trama
Tess (Maggie Q) personifica a una excombatiente de la guerra en Irak que lucha contra la adicción al alcohol y ha vuelto a su hogar. Su relación con su hermana, Beth, es tensa, pero han decidido temporalmente dejar a un lado sus diferencias para asistir juntas a la despedida de soltera de su hermana menor, Rose. El evento tendrá lugar en la granja de la familia. Dado que Tess se siente incómoda en medio de multitudes, elige mantenerse apartada del grupo, desde donde observa con sospechas a los encargados de la casa. Siente que algo no está en orden con ellos, aunque Beth opina que Tess solo está creando un alboroto innecesario.
Más adelante esa misma noche, mientras los demás invitados a la despedida de soltera se divierten con un stripper masculino, Tess opta por retirarse para estar a solas. En ese momento, Rose se une a ella para ofrecerle apoyo, y poco después, Beth también se les une. Sin embargo, la presencia de Rose consolando a Tess provoca la ira de Beth, quien interpreta la situación como un intento de Tess de acaparar la atención y arruinar la celebración de Rose.
En medio de esta tensión, un grupo de atacantes sorprende a las tres mujeres, resultando en la trágica muerte de Rose a manos de una ballesta. Tess lleva el cuerpo de Rose de regreso a la casa, lo que provoca una gran alarma entre los presentes. La confusión reina en el grupo mientras intentan comprender la situación, y las flechas mortales siguen volando por la casa, cobrándose la vida del stripper. Dado que Tess es la única con experiencia en combate, toma el mando y ordena a todos que oscurezcan la casa, hagan una barricada para impedir la entrada y busquen una manera de pedir ayuda.
Mientras las chicas intentan buscar una forma de pedir ayuda, Tess sale de la casa y logra eliminar a uno de los atacantes. Tomando la billetera del agresor, Tess convence al grupo de verificar la identidad del hombre, pero ninguna de ellas lo reconoce. Dejando a las demás con un conjunto de herramientas para su autodefensa, Tess se retira momentáneamente. Esther, una de las presentes en la fiesta, decide subir las escaleras en busca de señal telefónica que les permita pedir ayuda. Sin embargo, Tess la encuentra más tarde sin vida, atravesada por una flecha. En ese momento, Perry, uno de los agresores, revela su presencia y exige el dinero que lleva consigo, el cual se encuentra dentro de la casa. Esto desconcierta a las mujeres, quienes tratan de evaluar sus opciones. Finalmente, acuerdan que Mia debe escapar para buscar ayuda. Antes de partir, Mia confiesa a Tess que ha estado enamorada de ella desde la secundaria. Mia corre hacia una casa cercana en un intento por atraer a uno de los hombres y obtener ayuda, pero descubre que no hay señal telefónica disponible. A pesar de sus esfuerzos, el perseguidor de Mia la alcanza, obligándola a defenderse y matarlo en un enfrentamiento físico. Mientras tanto, las mujeres restantes aguardan el regreso de Tess cuando alguien golpea la puerta. Divya, otra de las asistentes, abre la puerta con la esperanza de ver a Tess, pero en su lugar se encuentran con Perry y su grupo. Trágicamente, Divya es asesinada por una flecha y la casa es invadida por los agresores.
Tess se infiltra en la vivienda de los empleados domésticos y descubre a un hombre allí, a quien somete a interrogación. A pesar de sus intentos de mentir, finalmente cede y revela la verdadera situación: los trabajadores de la casa han estado involucrados en la venta de metanfetaminas a la pandilla de Perry, ocultando el dinero de las drogas en la granja familiar. Han engañado a la pandilla de Perry al afirmar que las mujeres son sus parejas, lo que ha llevado a que Perry y su grupo sospechen que las mujeres están robándoles el dinero. Esto ha resultado en la intención de Perry de eliminar a las mujeres. Tess decide llevar al trabajador de regreso a la casa con ella, pero en ese momento, uno de los atacantes aparece y lo mata. En respuesta, Tess logra matar al atacante utilizando una horca. De vuelta en la casa, solo Beth, Noelle y Bridget han sobrevivido. Bridget intenta razonar con Perry, pero este último acto de piedad resulta en que Perry le corte la garganta. Mientras Perry busca por la propiedad, Noelle decide ofrecer un trato desesperado a uno de los captores llamado Tim, proponiéndole sexo oral a cambio de su libertad. Aprovechando esta distracción, Tess regresa y, junto con Noelle, logran derrotar a los dos últimos hombres de la pandilla de Perry. Finalmente, en un enfrentamiento final, Tess se encuentra con Perry, quien ha descubierto la bolsa de dinero perdida. La confrontación se vuelve violenta y Tess apuñala a Perry hasta la muerte. Con el amanecer llegando, Tess sale de la casa empapada en sangre y sosteniendo una cerveza en la mano.
Después del incidente, Tess, Beth, Mia y Noelle lograron sobrevivir al ataque y regresaron a la ciudad en busca de ayuda. Sin embargo, Tess proporciona una versión modificada de los hechos en su declaración oficial. Cuenta a las autoridades que sus agresores las capturaron, mataron de varias de ellas y finalmente se enfrentaron entre sí después de encontrar su dinero perdido. Tess detalla que ellas lograron defenderse eliminando a dos de los atacantes antes de dirigirse a la ciudad en busca de auxilio. Aunque el sheriff no acepta completamente su versión, a Tess se le permite irse, aunque enfrentando juicios pendientes.
La historia culmina con Tess y Beth reconciliándose como hermanas, y Tess emprendiendo un viaje junto a Mia hacia otro destino. A pesar de esto, los problemas legales que rodean a Tess, la incertidumbre en torno al destino del dinero de las metanfetaminas y las razones detrás de la declaración falsa de Tess siguen sin resolverse, dejando cabos sueltos.

## Elenco
- Maggie Q como Tess[2]
- Kat Foster como Beth[3]
- Travis Hammer como Perry[3]
- Gia Crovatin como Mia[3]
- James Carpinello como Bart[4]
- Highdee Kuan como Rose[4]
- Ito Aghayere como Noelle[4]

## Producción
El rodaje comenzó en Los Ángeles en abril de 2022.

## Lanzamiento
La película fue lanzada el 21 de julio de 2023 en cines, en formato digital y bajo demanda.

## Recepción
La película obtuvo una calificación del 45% (11 reseñas) en Rotten Tomatoes.